# Simplice Sarandji
Mathieu Simplice Sarandji (ur. 4 kwietnia 1955 w Baoro, ówczesna kolonia Ubangi-Szari) – polityk Republiki Środkowoafrykańskiej. Premier od 2 kwietnia 2016.